# Campionato europeo femminile di pallacanestro Under-16 Division C 2000
Il Campionato europeo femminile di pallacanestro Under-16 2000 di Division C (noto anche come FIBA U16 Women's European Championship Division C 2000) si è svolto a Gibilterra.

## Squadre partecipanti
- Andorra
- Cipro
- Gibilterra

- Islanda
- Malta
- Scozia

## Svolgimento

### Girone Unico
| Pos | Squadra    | G | V | P | PF  | PS  | DP   | Pt |
| --- | ---------- | - | - | - | --- | --- | ---- | -- |
| 1   | Cipro      | 5 | 5 | 0 | 380 | 175 | +205 | 10 |
| 2   | Scozia     | 5 | 4 | 1 | 325 | 214 | +111 | 9  |
| 3   | Andorra    | 5 | 3 | 2 | 268 | 238 | +30  | 8  |
| 4   | Islanda    | 5 | 2 | 3 | 343 | 274 | +69  | 7  |
| 5   | Malta      | 5 | 1 | 4 | 145 | 328 | −183 | 6  |
| 6   | Gibilterra | 5 | 0 | 5 | 123 | 355 | −232 | 5  |

| Gibilterra 19 luglio 2000 | Cipro | 105 – 20 | Malta |  |

| Gibilterra 19 luglio 2000 | Islanda | 58 – 86 | Scozia |  |

| Gibilterra 19 luglio 2000 | Gibilterra | 29 – 63 | Andorra |  |

| Gibilterra 20 luglio 2000 | Malta | 30 – 87 | Islanda |  |

| Gibilterra 20 luglio 2000 | Andorra | 43 – 65 | Cipro |  |

| Gibilterra 20 luglio 2000 | Scozia | 83 – 22 | Gibilterra |  |

| Gibilterra 21 luglio 2000 | Malta | 32 – 58 | Andorra |  |

| Gibilterra 21 luglio 2000 | Cipro | 63 – 49 | Scozia |  |

| Gibilterra 21 luglio 2000 | Islanda | 96 – 28 | Gibilterra |  |

| Gibilterra 22 luglio 2000 | Scozia | 51 – 29 | Malta |  |

| Gibilterra 22 luglio 2000 | Andorra | 62 – 56 | Islanda |  |

| Gibilterra 22 luglio 2000 | Gibilterra | 17 – 79 | Cipro |  |

| Gibilterra 23 luglio 2000 | Andorra | 42 – 56 | Scozia |  |

| Gibilterra 23 luglio 2000 | Islanda | 46 – 68 | Cipro |  |

| Gibilterra 23 luglio 2000 | Gibilterra | 27 – 34 | Malta |  |

## Classifica finale
| Pos     | Team       |  |
| ------- | ---------- |  |
| Oro     | Cipro      |  |
| Argento | Scozia     |  |
| Bronzo  | Andorra    |  |
| 4.      | Islanda    |  |
| 5.      | Malta      |  |
| 6.      | Gibilterra |  |